# Amaurochrous dubius
Amaurochrous dubius är en insektsart som först beskrevs av Palisot 1805.  Amaurochrous dubius ingår i släktet Amaurochrous och familjen bärfisar. Inga underarter finns listade i Catalogue of Life.